# Vultures (videogioco)
Vultures è un videogioco pubblicato nel 1983 per Commodore 64 e Dragon 32/64, simile a classici come Space Invaders e Galaxian. Gli avversari sono avvoltoi (vultures in inglese) giganti, descritti sulla confezione come invasori alieni, in una situazione che tende al surreale: Commodore User descrive il gioco come "originale, per gente con un assurdo senso dell'umorismo".

## Modalità di gioco
Il giocatore controlla un omino che può scorrere orizzontalmente in fondo allo schermo e sparare verso l'alto. In cima allo schermo fluttuano una serie di avvoltoi, che uno alla volta scendono zigzagando e risalgono. Se un avvoltoio riesce ad afferrare l'omino lo trascina via fino a uscire dallo schermo e si perde una vita. L'avvoltoio sgancia inoltre dei proiettili, interpretabili come uova o qualcosa di peggio, che se colpiscono l'omino lo uccidono sotterrandolo con un rumore di trivella.
Al termine di ogni ondata di nemici si aprono delle grandi uova e ne escono altri tre avvoltoi, che attaccano contemporaneamente e vanno colpiti più volte per poterli uccidere e completare il livello.
La versione Dragon 32/64 è più semplice, anche dalle uova esce un solo avvoltoio alla volta e al posto dell'omino c'è una classica astronave.